# Gorizont (film 1961)
Gorizont (Горизонт) è un film del 1961 diretto da Iosif Efimovič Chejfic.